# Distretto di Changping
Il distretto di Changping (cinese semplificato: 昌平区; cinese tradizionale: 昌平區; mandarino pinyin: Chāngpíng Qū) è un distretto di Pechino. Ha una superficie di 1.352 km² e una popolazione di 1.661.000 abitanti al 2010.